# Brandenburgi Borbála magyar királyné
Brandenburgi Borbála (Ansbach, brandenburg-ansbachi őrgrófság (1806 óta Bajorország), 1464. május 30. – Ansbach, 1515. szeptember 4.) vagy más néven Barbara, németül: Barbara von Brandenburg, csehül: Barbora Braniborská, lengyelül: Barbara Brandenburska, horvátul: Barbara Brandenburška, latinul: Barbara Brandenburgensis, születésétől kezdve brandenburgi őrgrófnő, első névleges házassága révén glogaui hercegné, a második névleges házassága jogán magyar és cseh királyné. II. (Jagelló) Ulászló magyar és cseh király első felesége 1476-tól 1500-ig, de házasságuk sohasem teljesedett be, és válással végződött. Brandenburgi György nagynénje. A Hohenzollern-ház tagja.

## Élete
Édesapja III. Albert Achilles brandenburgi őrgróf és választófejedelem. Édesanyja Wettin Anna szász hercegnő, II. (Előkelő) Frigyes szász választónak, aki III. (Bátor) Vilmos türingiai tartománygrófnak, Habsburg Anna magyar hercegnő (Albert magyar király és Luxemburgi Erzsébet legidősebb gyermeke) férjének volt a bátyja, valamint Habsburg Margitnak, I. (Vas) Ernő karintiai, stájer és krajnai herceg lányának, III. Frigyes német-római császár húgának a lánya.
Első férje a Piast-házi IX. Henrik glogaui herceg volt, aki azonban 1476. február 22-én meghalt még azelőtt, mielőtt elhálták volna a házasságukat, így a kapcsolatukból nem született gyermek, és Borbála is csak az év májusában töltötte be a 12 éves életkorát, amikortól a lányok hivatalosan házasságot köthettek. A kortársak ítélete szerint előbb lett özvegy, mint feleség. II. Ulászló még mint cseh király a glogaui örökség révén figyelt fel a fiatal özvegyre, és 1476. augusztus 20-án az Odera menti Frankfurtban megkötötték a házassági szerződést, amelyet II. Ulászló 1476. szeptember 12-én alá is írt. Glogaura azonban a szintén Piast-házi sagani herceg tette rá a kezét, miután kiűzte a brandenburgi katonaságot, hiszen IX. Henriknek gyermekei nem születtek, ezért IX. Henrik elsőfokú unokatestvére, II. János sagani herceg (1435–1504) tekintette magát a hercegség jogos örökösének, így II. Ulászló egyre csak halogatta a tényleges házasságkötést, pedig már ki is tűzték a cseh királynéi koronázás időpontját is 1477. február 7-re Prágába, és az erre szóló meghívókat is kiküldték 1476 decemberében. A koronázás azonban elmaradt. Miután azonban Borbála nem tudta érvényesíteni az özvegyi örökségre irányuló jogait Glogauban, így Ulászló cseh király egyre jobban kihátrált az egybekelés elől, de újabb, előnyösebb házasságot nem tudott kötni, mert a házassága nem vesztette teljesen érvényét, Borbála jogilag cseh királyné volt. Borbála apja tűrhetetlennek tartotta Ulászló viselkedését lánya iránt, és mivel már-már nemzetközi botránnyá dagadt az ügy, IV. Szixtusz pápa is közbeavatkozott, és 1481. május 17-én levelet küldött Ulászlónak, de Ulászló figyelmen kívül hagyta a pápa neheztelését.
A házassági szerződés politikai jellegét tükrözte, és bizonyítja, hogy többnyire személyes, valamint családi érzelmektől teljesen mentes volt, hogy míg Ulászló "hitegette" Borbálát, addig Borbála bátyja, V. Frigyes brandenburg–ansbachi őrgróf (1460–1536) 1479-ben Ulászló húgát, Zsófiát (1464–1512) vette feleségül, így Borbála és Ulászló sógorságba is kerültek egymással, valamint Ulászló kedvenc unokaöccse, Brandenburgi György ebből a házasságból született, tehát a Hohenzollern- és a Jagelló-ház közötti viszonyt ez az ún. házasságszédelgés, amivel Ulászlót vádolták, nem befolyásolta.
I. Mátyás halálával Ulászló lett a legesélyesebb trónjelölt Magyarországon, de csak Mátyás özvegyének keze árán nyerhette el a magyar királyi címet, így belement egy házassági színjátékba Aragóniai Beatrix magyar királynéval, miközben Borbála is még a jogait követelte.
II. Ulászlót már nem csak házasságszédelgéssel, hanem bigámiával is lehetett vádolni annak ellenére is, hogy a Beatrixszal kötött frigye sem tejesedett be, hiszen a házasságot nem hálták el soha, még ha Beatrix ezt is híresztelte, hogy megtörtént a nászéjszaka, bár ebben az esetben már valóban személyes egybekelés zajlott le. Ugyanakkor Bakócz Tamás győri püspök tudta a legjobban, aki összeadta a párt, és ezért később az esztergomi érseki címet (1497), valamint a bíborosi süveget (1500) kapta jutalmul, hogy Ulászló sietve távozott az esküvő után, és politikai okokból nem is hozták akkor még nyilvánosságra az egybekelést. Az eddig mindig ravasz Beatrix önként belesétált a csapdába, és bár amíg apja, a ravasz I. Ferdinánd nápolyi király élt, 1494-ig már-már Beatrix javára döntött a pápai bíróság. Ám a nagypolitika: a Nápolyi Királyság meggyengülése, valamint a velencei ösztönzésre létrejött francia–magyar szövetség (1500), melyet házassággal is kívántak megerősíteni, Ulászló két asszonyának a sorsát is végleg megpecsételte.
Hosszú procedúra során végül VI. Sándor pápa 1500. április 7-én Ulászló mindkét házasságát felbontotta, megsemmisítette (annullálta). Az ekkor 44 éves Ulászló újra megnősült, és két évvel később, 1502-ben 46 évesen feleségül vette a 18 éves Candale-i Annát, XII. Lajos francia király rokonát, aki két gyermeket szült Ulászlónak, többek között egy fiút is, a későbbi II. Lajost, viszont a válásakor 36 éves Borbála többé nem ment férjhez. Borbála királyné Ulászló mindkét őt követő feleségének a végzetét megérte: Candale-i Anna 1506-ban gyermekágyi lázban hunyt el a Magyar Királyság fővárosában, Budán, míg Beatrix királyné 1508-ban a szülővárosában, Nápolyban. Borbála pedig Ulászló halála (1516. március 13.) előtti évben halt meg hat hónappal Ulászló elhunyta előtt, 1515. szeptember 4-én szintén a szülővárosában, Ansbachban, így Ulászló mindhárom asszonyát túlélte.
Borbála Heilsbronnban nyugszik.